# Ratchanon Phangkaew
Ratchanon Phangkaew (tiếng Thái: รัชชานนท์ ผางแก้ว) là một cầu thủ bóng đá người Thái Lan. Hiện tại anh thi đấu cho đội bóng Giải bóng đá Ngoại hạng Thái Lan Police Tero.